# Република Македонија на Летњим олимпијским играма 2000.
Република Македонија на Летњим олимпијским играма учествује други пут као самостална земља. На Олимпијским играма 2000., у Сиднеју, у Аустралији учествовала је са 10 такмичара (6 мушкараца и 4 жене), који су се такмичили у пет индивидуалних спортова.
Заставу Македоније на свечаном отварању Олимпијских игара 2000. носио је кајакаш Лазар Поповски.
Екипа Македоније је на овим играма освојила прву медаљу. Овим успехом Македонија је у билансу медаља поделила 70 место са још 11 земаља.
Најмлађа такмичарка у екипи Македоније била је пливачица Весна Стојановска са напуњених 15 година и 241 дан, а најстарији рвач Насир Геџиханов са 30 година и 93 дана.
Најуспешнији такмичар био је рвач слободним стилом Мохамед Ибрахимов који је у дисциплини до 85 кг освојио бронзану медаљу.

## Учесници по дисциплинама
| Спорт        | Мушкарци | Жене | Укупно |
| ------------ | -------- | ---- | ------ |
| Атлетика     | 1        | 1    | 2      |
| Кајак и кану | 1        | 0    | 1      |
| Пливање      | 2        | 2    | 4      |
| Рвање        | 2        | 0    | 2      |
| Стрељаштво   | 0        | 1    | 1      |
| Укупно(5)    | 6        | 4    | 10     |

## Освајачи медаља

### Бронза
- Мохамед Ибрахимов — Рвање до 85 кг слоб. стил

## Резултати по спортовима

### Атлетика

#### Мушкарци
| Атлетичар      | Лични рекорд | Дисциплина | Група    | Група     | Полуфинале       | Полуфинале       | Финале           | Финале  | Детаљи |
| Атлетичар      | Лични рекорд | Дисциплина | Резултат | Место     | Резултат         | Место            | Резултат         | Место   | Детаљи |
| -------------- | ------------ | ---------- | -------- | --------- | ---------------- | ---------------- | ---------------- | ------- | ------ |
| Ванчо Стојанов | 1:47,60      | 800 м      | 1:47.71  | 5 и гр. 1 | Није се пласирао | Није се пласирао | Није се пласирао | 27 / 62 |        |

#### Жене
| Атлетичар        | Лични рекорд | Дисциплина | Група    | Група      | Полуфинале        | Полуфинале        | Финале            | Финале  | Детаљи |
| Атлетичар        | Лични рекорд | Дисциплина | Резултат | Место      | Резултат          | Место             | Резултат          | Место   | Детаљи |
| ---------------- | ------------ | ---------- | -------- | ---------- | ----------------- | ----------------- | ----------------- | ------- | ------ |
| Данијела Кулеска | 4:28.19      | 1.500 м    | 4:33.50  | 13 и гр. 2 | Није се пласирала | Није се пласирала | Није се пласирала | 38 / 43 |        |

### Кајак и кану на дивљим водама

#### Мушкарци
| Кајакаш        | Дисциплина | Група    | Група | Група    | Група | Група        | Група | Финале           | Финале | Детаљи |
| Кајакаш        | Дисциплина | 1 вожња  | Место | 2 вожња  | Место | Укупно 1 и 2 | Место | Време            | Место  | Детаљи |
| -------------- | ---------- | -------- | ----- | -------- | ----- | ------------ | ----- | ---------------- | ------ | ------ |
| Лазар Поповски | К-1        | 132.23,0 | 14    | 130.37,4 | 16    | 266,60       | 17    | Није се пласирао | 17 /23 |        |

### Пливање

#### Мушкарци
| Пливач                 | Дисциплина     | Група   | Група     | Полуфинале       | Полуфинале       | Финале           | Финале  | Детаљи |
| Пливач                 | Дисциплина     | Време   | Пласман   | Време            | Пласман          | Време            | Пласман | Детаљи |
| ---------------------- | -------------- | ------- | --------- | ---------------- | ---------------- | ---------------- | ------- | ------ |
| Александар Мартиновски | 100 м делфин   | 55,62   | 2 у гр. 2 | Није се пласирао | Није се пласирао | Није се пласирао | 41 / 62 |        |
| Александар Мартиновски | 200 м мешовито | 2:07.45 | 4 у гр. 2 | Није се пласирао | Није се пласирао | Није се пласирао | 38 / 56 |        |
| Зоран Лазаровски       | 200 м делфин   | 2:01.30 | 2 у гр. 2 | Није се пласирао | Није се пласирао | Није се пласирао | 29 / 46 |        |

#### Жене
| Пливач            | Дисциплина     | Група   | Група     | Полуфинале        | Полуфинале        | Финале            | Финале  | Детаљи         |
| Пливач            | Дисциплина     | Време   | Пласман   | Време             | Пласман           | Време             | Пласман | Детаљи         |
| ----------------- | -------------- | ------- | --------- | ----------------- | ----------------- | ----------------- | ------- | -------------- |
| Весна Стојановска | 200 м слободно | 2:05.58 | 2 у гр. 2 | Није се пласираla | Није се пласираla | Није се пласираla | 29 / 40 |                |
| Весна Стојановска | 400 м слободно | 4:19.69 | 2 у гр. 1 |                   |                   | Није се пласирала | 31 / 39 |                |
| Мирјана Бошевска  | 800 м слободно | 8:46.39 | 6 у гр. 2 |                   |                   | Није се пласираla | 18 / 28 |                |
| Мирјана Бошевска  | 200 м делфин   | 2:12.59 | 2 у гр. 2 | Није се пласирала | Није се пласирала | Није се пласирала | 20 / 36 | [ мртва веза ] |
| Мирјана Бошевска  | 400 м мешовито | 4:48.08 | 7 у гр. 2 |                   |                   | Није се пласирала | 17 / 28 |                |

### Жене
| Стрелац     | Дисциплина          | Квалификација           | Квалификација | Финале            | Финале            | Плаасман   | Детаљи |
| Стрелац     | Дисциплина          | Резултат                | Пласман       | Резултат          | Укупно            | Плаасман   | Детаљи |
| ----------- | ------------------- | ----------------------- | ------------- | ----------------- | ----------------- | ---------- | ------ |
| Дивна Пешић | Ваздушна пушка 10 м | 384 (98 + 93 + 95 + 98) | = 44          | Није се пласирала | Није се пласирала | 44-45 / 49 |        |
| Дивна Пешић | тростав 50 м        | 561 (190 + 190 + 181)   | 13            | Није се пласирала | Није се пласирала | 36 /42     |        |

### Рвање
| Рвач              | Дисциолина        | Квалификациона група                                                                                       | Четвртфинале                                      | Полуфинале                      | Финале                                         | Пласман | Детаљи |
| Рвач              | Дисциолина        | Противник Резултат                                                                                         | Противник Резултат                                | Противник Резултат              | Противник Резултат                             | Пласман | Детаљи |
| ----------------- | ----------------- | --- | ------------------------------------------------- | ------------------------------- | ---------------------------------------------- | ------- | ------ |
| Насир Гаџиханов   | до 76 кг слободно | Радион Кертанти Словачка · Поб 3:1 · Јосмани Ромеро Куба · Поб. 3:0 · Alexander Leipold Немачка · Пор. 1:3 | Није се пласирао                                  | Није се пласирао                | Није се пласирао                               | 7 / 20  |        |
| Мохамед Ибрахимов | до 85 кг слободно | Бичинашвили Украјина · Поб 3:1 · Тацуо Касаји Јапан · Поб 4:0                                              | Чарлс Бартон Сједињене Америчке Државе · Поб. 4:2 | Adam Sajtijev Русија · Пор. 0:3 | за 3. место · Amir Reza Khadem Иран · Поб. 4:1 |         |        |